# 神領村
神領村（じんりょうそん）は、徳島県にあった村である。1955年3月31日、合併して名西郡神山町となり消滅した。現在の神山町役場は、かつての神領村にあたる地域に建てられている。

## 地理
- 山：高根山、大粟山
- 川：鮎喰川、野間谷川、高根谷川、上角谷川

## 歴史
- 1889年10月1日 - 町村制施行に伴い、名西郡神領村が村制施行し神領村が成立。
- 1955年3月31日 - 名西郡阿野村、下分上山村、上分上山村、鬼籠野村と合併して神山町となり消滅。

## 交通

### 道路
一般道路
- 国道438号

都道府県道
- 徳島県道20号石井神山線
- 徳島県道43号神山川島線

## 名所・旧跡・観光スポット・祭事・催事
- 上一宮大粟神社
- 悲願寺
- オートキャンプみやま村
- 雨乞の滝
- 温泉の里神山
- 神山温泉
- コットンフィールド神山